# Вашингтония нитеносная
Вашингтония нитеносная (лат. Washingtonia filifera) — вид однодольных растений рода Вашингтония (Washingtonia) семейства Пальмовые (Arecaceae).

## Ботаническое описание
Дерево высотой до 16—20 м, иногда до 25 м. Ствол цилиндрический, у основания диаметром до 80—100 см, кверху незаметно сужающийся, после опадения листьев имеет рубчатую поверхность. У старых экземпляров ствол до кроны почти гладкий, тёмно-серый, с малозаметными рубчатыми следами черешков опавших листьев, верхняя часть ствола, под кроной, покрыта свисающими не опавшими старыми листьями.
Листья веерообразные, длиной до 3—4 м, серовато-зелёные, голые, листовая пластинка разрезана на одну треть глубины на сегменты в количестве 80—90, средние сегменты длиной до 1,5 м и шириной 6 см, крайние — длиной до 60—80 см и шириной 1 см, сегменты на концах двунадрезанные, по краям снабжены тонкими нитями белого цвета.
Черешок листа равен длине листовой пластинки, нижняя часть черешков до половины их длины по краям снабжена желтоватыми острыми шипами, загнутыми к основанию черешка. Язычок (передний гребень) на конце черешка короткий или слаборазвитый, стержень длиной 15—16 см.
За вегетационный период образуется до 13 листьев, продолжительность их жизни до трёх-четырёх лет.
Соцветия метельчатые, длиной 3—5 м, дугообразно согнутые книзу. Цветки белые, обоеполые.
Плод — продолговатая костянка, длиной до 1 см, толщиной 0,4—0,6 см, блестящая, чёрная или тёмно-коричневая, с тонкой рыхлой мякотью. Семя яйцевидно-овальное длиной 0,5—0,6 см и толщиной 0,4—0,5 см, с вогнутым основанием.
Хромосомный набор 2n = 36.

## Распространение

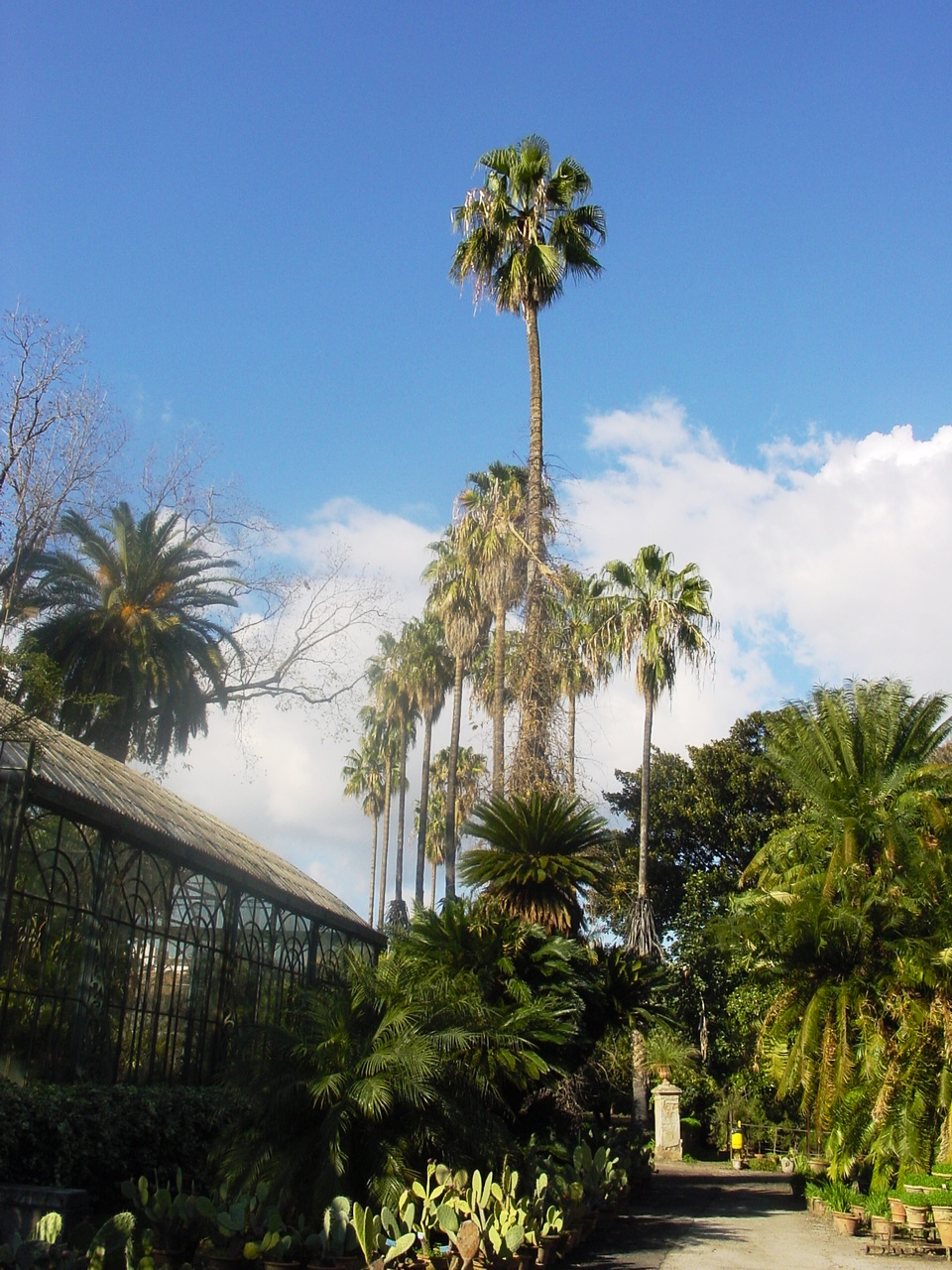
Вашингтония нитеносная в Ботаническом саду Палермо

Северная Америка — северные и северо-западные части пустыни Колорадо, южная Калифорния и западная Аризона, а также в Мексике в штате Нижняя Калифорния. Натурализовалась в южной Неваде. Образует леса или растёт группами на низменных местах, где постоянно доступны подземные воды. Выращивается как декоративное растение почти во всех странах с субтропическим климатом. На Черноморском побережье Кавказа растёт успешно от Сочи и южнее; страдает (но затем восстанавливается) в наиболее суровые зимы при снижении температуры до -8...-10 С°. В районах с более сухим климатом является более зимостойкой (до -12...-14 С°). Хорошо растёт в Армении (Лори), в Азербайджане на Апшеронском полуострове. На Южном берегу Крыма требует укрытия только в зоне USDA 8b, а в зоне 9а растет без проблем (от Ялты до Береговое).